# Soslan Ramonov
Soslan Ramonov (Ramonty) (* 1. ledna 1991 Cchinvali) je osetský zápasník–volnostylař, který mezinárodní sportovní scéně reprezentuje Rusko.

## Sportovní kariéra
Je rodákem z gruzínského separatistického území Jižní Osetie z Cchinvali. Pochází ze zápasnické rodiny. Otec Ljudvik a strýc Stanislav patřili do širšího výběru volnostylařské reprezentace Gruzínské SSR. Vyrůstal v severoosetském Vladikavkazu, kam se jeho rodina přestěhovala koncem devadesátých let dvacátého století. Zápasení se věnoval od útlého dětství pod vedením svého otce a strýce. Od svých 17 let se vrcholově připravoval na předměstí Moskvy v Ramenskoje v armádním sportovním středisku CSKA pod vedením Anatolije Margijeva. V ruské volnostylařské reprezentaci se prosazoval ve váze do 65 kg od roku 2013. V roce 2016 uspěl v ruské olympijské nominaci na olympijské hry v Riu. V Riu potvrzoval od úvodního kola výbornou připravenost. V semifinále vrátil porážku z minulého mistrovství světa Uzbeku Ixtiyoru Navroʻzovi divokým výsledkem 18:7 na technickou převahu. Ve finále nastoupil proti obhájci prvenství Ázerbájdžánci Togrulem Asgarovem. Začátkem druhé minuty rychlým výpadem na nohy porazil Asgarova na žíněnku za 4 technické body. Soupeř se navíc při tomto chvatu bouchnul do hlavy. Jeho snížených reakcí využil a počátkem třetí minuty zápas ukončil na technickou převahu 11:0. Získal zlatou olympijskou medaili.
Od roku 2017 startuje v neolympijské váze do 70 kg.

## Výsledky
| Olympijské hry     |    |    |   |   |   | — |   |    |    | 1. |  |  |  |  |  |  |  |  |  |  |  |  |  |  |  |
| Mistrovství světa  |    |    | — | — | — |   | — | 1. | 3. |    |  |  |  |  |  |  |  |  |  |  |  |  |  |  |  |
| Evropské hry       |    |    |   |   |   |   |   |    | —  |    |  |  |  |  |  |  |  |  |  |  |  |  |  |  |  |
| Mistrovství Evropy |    |    | — | — | — | — | — | —  | —  | —  |  |  |  |  |  |  |  |  |  |  |  |  |  |  |  |
| MS juniorů         | —  | —  | — | — | — |   |   |    |    |    |  |  |  |  |  |  |  |  |  |  |  |  |  |  |  |
| ME juniorů         | —  | —  | — | — | — |   |   |    |    |    |  |  |  |  |  |  |  |  |  |  |  |  |  |  |  |
| ME dorostenců      | 1. | 1. |   |   |   |   |   |    |    |    |  |  |  |  |  |  |  |  |  |  |  |  |  |  |  |